# کالینوفکا (شهرستان رومننسکی، استان آمور)
کالینوفکا (به لاتین: Kalinovka) یک منطقهٔ مسکونی در روسیه است که در استان آمور واقع شده‌است.